# Louis de Crevant, duc d’Humières

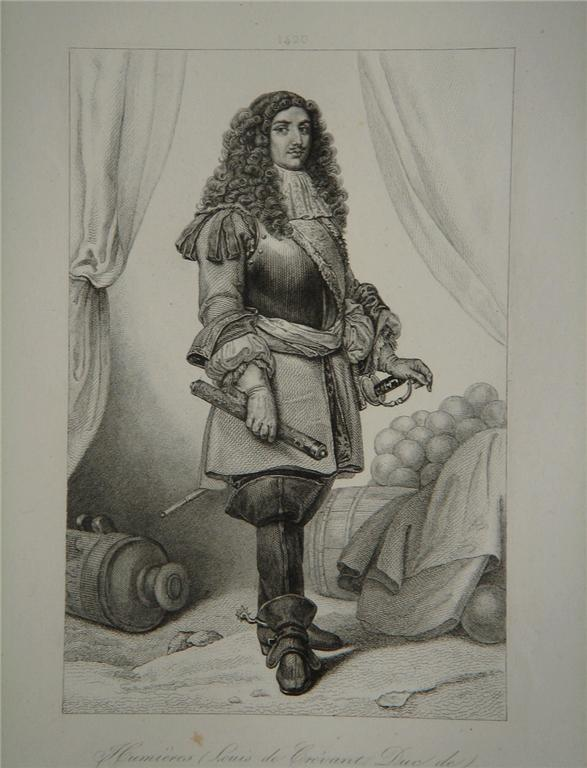
Louis de Crévant, duc'Humières

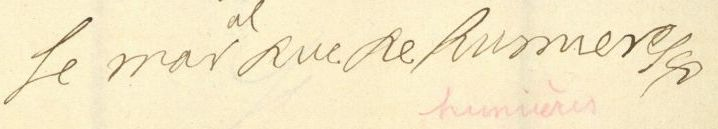
Unterschrift des Marschalls 1688

Louis de Crevant, duc d’Humières – auch gelegentlich Louis de Crévant, duc d’Humières mit accent aigu geschrieben – (* 1628; † 30. August 1694) war ein Maréchal de France und Gouverneur von Compiègne, Lille, des Bourbonnais und weiterer eroberter Landstriche.

## Leben

### Familie
Er war eines von neun Kindern von Louis III. de Crevant, seigneur d’Argy, dann marquis d'Humières (1606–1648), gouverneur von Compiègne und der Isabelle Phélippeaux (1611–1642), aus dem Geschlecht Phélippeaux d’Herbault, Tochter von Raymond Phélipeaux d’Herbault. Sein jüngerer Bruder Raymond-Louis de Crevant trat in die königliche Marine ein und wurde später zum Lieutenant général des armées navales ernannt.
Nachdem der Vater, der Louis, seigneur d’Argy, marquis d'Humières diesen Posten niedergelegt hatte, wurde Louis de Crévant am 11. Juni 1646 von König Ludwig XIV. zum Gouverneur von Compiègne ernannt.
Seine Frau, Louise Antoinette de la Châtre war eine einflussreiche Hofdame der Königin. Der so gewonnene Zugang zu François-Michel Le Tellier, marquis de Louvois war für seine Karriere von großer Bedeutung.

### Militärkarriere
Am 4. September 1650 erfolgte die Beförderung zum Maréchal de camp.
In den Jahren 1653 und 1654 diente er bei der Belagerung und Einnahme von Mouzon und von Sainte-Menehould, beim Entsatz von Arras und bei der Einnahme von Quesnoy. Im folgenden Jahr bei der Einnahme von Landrecies, Condé, Saint-Guillain, Hombourg, Bitsch, Courtrai, La Capelle beteiligt. Im Jahr 1656 zum Lieutenant-général diente er unter Turenne in der siegreichen Schlacht in den Dünen der die Einnahme von Dünkirchen, Bergues, Veurne und Diksmuide, Oudenarde und Ypern, dessen Gouverneur er wurde, folgte.
Im Devolutionskrieg war er ab 1667 an der Einnahme von Tournai, Douai und Lille beteiligt. 1668, nach dem Vertrag von Aachen, wurde er Generalgouverneur der Grafschaft Flandern mit Sitz in Lille, dessen Gouverneur er ebenfalls wurde. Im Jahr darauf wurde er zum Marschall von Frankreich ernannt.
Im Jahre 1672 wurde er suspendiert, da er sich, zusammen mit den Marschällen Bellefonds und Créquy geweigert hatte, von dem zum Capitaine général ernannten Maréchal de Turenne Befehle entgegenzunehmen. Er wurde erst rehabilitiert, nachdem er sich dem Willen des Königs gefügt hatte.
1676 verlegte er seinen Sitz nach Condé, residierte jedoch auch oftmals in Aire und im Fort de Linck.
Neben François-Henri de Montmorency-Luxembourg kam ihm 1677 während der Schlacht bei Cassel eine wichtige Rolle bei der Unterstützung des Oberbefehlshabers Philippe I. de Bourbon, duc d’Orléans zu. Im gleichen Jahr nahm er noch Saint-Ghislain und im Jahr darauf Gent ein.
Im Reunionskrieg war er Befehlshaber der „Armée de Flandre“ und eroberte Courtrai und Diksmuide; im folgenden Jahr zerstörten seine Truppen Oudenaarde.
Nach dem vorläufigen Friedensschluss wurde d’Humières zum „Lieutenant du roi“ in der Picardie und 1685 zum Großmeister der Artillerie von Frankreich ernannt. 1688 wurde ihm der Ordre du Saint-Esprit und der Ordre de Saint-Michel verliehen.
Zu Beginn des Pfälzischen Erbfolgekrieges wurde er mit dem Oberbefehl über die Armee auf dem nördlichen Kriegsschauplatz (Spanische Niederlande) betraut, erlitt hier jedoch 1689 eine schwere Niederlage gegen die alliierten Truppen unter Georg Friedrich von Waldeck in der Schlacht bei Walcourt. Humières Ruf wurde durch die Niederlage schwer beschädigt. Hinter vorgehaltener Hand sprach man in Frankreich von ihm als “le maréchal sans lumière” (frei übersetzt: „Der Marschall ohne Licht“, möglicherweise zu verstehen als hoffnungsloser Fall). Er wurde deshalb bald durch den Maréchal de Luxembourg ersetzt. Erst 1692 kommandierte er wieder Truppen während der Belagerung von Namur, jedoch in untergeordneter Rolle.
Trotz dieses Misserfolges wurden seine Ländereien Monchy-Humières in der Picardie mit einem Patent vom August 1690 zum Herzogtum erhoben. Der Titel ging dann an den Ehemann seiner jüngsten Tochter Anne-Louise-Julie über.
Er starb am 30. August 1694 in Versailles.

## Nachkommen
1653 heiratete er Louise Antoinette Thérèse de la Châtre († 2. Dezember 1723), Hofdame der Königin, Tochter des Edme de la Châtre, comte de Nançay, und der Françoise de Cugnac-Dampierre. Sie hatten folgende Nachkommen:
- Henri-Louis de Crevant, marquis d’Humières, gefallen 1684 bei der Belagerung von Luxemburg;
- Louis-François-Roger († 7. September 1679), comte de Brigueuil;
- Marie-Thérèse de Crevant  ⚭ am 10. Februar 1677 mit Louis de Gand de Mérode de Montmorency, genannt Vilain, prince d'Isenghien, Marschall von Frankreich;
- Marie-Louise, Äbtissin in Mouchi;
- Anne-Louise de Crevant († 22. April 1732)

1. ⚭ (1) August 1682 Louis-Alexandre, Comte de Vassé, Vidame du Mans
2. ⚭ (1) 25. Juni 1686 Louis-Charles de Hautefort, Marquis de Surville (1657–1721), französischer Generalleutnant

- Anne-Louise-Julie de Crevant (* 1665; † 19. November 1748) Duchesse d'Humières, ⚭ 15. Mai 1690 Louis-François d’Aumont (1671–1751), Marquis de Chappes, dann Duc d'Humières (Haus Aumont)